# Герб Коношского городского поселения
Герб Коношского городского поселения — официальный символ городского поселения Коношское Коношского муниципального района Архангельской области.

## Описание герба
«В червлёном (красном) поле с рассечённой лазоревой (синей, голубой) и зелёной оконечностью, завершённой узкой составной серебряно-чёрной каймой — идущий серебряный конь с золотыми наперстью, подпругой и чепраком, несущий привязанные и свешивающиеся поверх чепрака два золотых круглых плетеных короба с крышками, один из которых больше».

## Обоснование символики

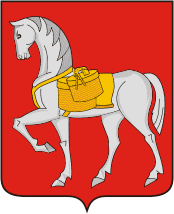
Герб Коношского района 2004 год

Герб муниципального образования «Коношское» идейно и композиционно созвучен гербу Коношского района. Таким образом, историческое и географическое единство двух муниципальных образований отражено языком символов и аллегорий.
Посёлок Коноша был образован в 1898 году при строительстве железной дороги Вологда-Архангельск. Имя посёлок получил по реке Коноше, название которой финно-угорского происхождения. Поскольку значение древнего названия было утеряно, появилось народное толкование Коноши, как сочетания слов «конь» и «ноша». Такая трактовка быстро прижилась потому, что через территорию района издавна проходили ямщицкие тракты.
Название посёлка отражено центральной фигурой композиции герба — конём, несущим на спине плетёный короб, что делает герб гласным и в геральдике считается классическим способом создания герба. В геральдике конь является символом выносливости, трудолюбия, движения, стремления вперёд. Коноша крупный транспортный железнодорожный узел об этом в гербе говорит не только изображение коня, но и составной черно-белый пояс, напоминающий традиционное изображение железных дорог на картах.
Основание герба, поделенное на две части — синюю и зелёную, аллегорически символизирует основу жизни местного населения — природу богатую лесами и озёрами, окружающими посёлок со всех сторон.
Серебро — символизирует чистоту, мудрость, благородство, мир.
Золото — символ прочность, надёжность, стабильности.
Красный цвет — символ труда, красоты, силы, мужества.
Синий цвет — символ чести, благородства, духовности, а также водных просторов и бескрайнего голубого неба.
Зеленый цвет — символ природы, здоровья, молодости, жизненного роста и энергии.
Герб создан при содействии Союза геральдистов России. Авторы герба: Наталья Вокуева и Елена Седунова (п. Коноша), геральдическая доработка — Константин Мочёнов (Химки).
Герб утвержден 29 мая 2008 года решением № 248 Совета муниципального образования «Коношское».
Герб внесен в Государственный геральдический регистр Российской Федерации под № 4275